# 月晴镇
月晴镇，是中华人民共和国吉林省延边朝鲜族自治州图们市下辖的一个乡镇级行政单位。

## 行政区划
月晴镇下辖以下地区：
月兴社区、笠峰村、水口村、杰满村、榆基村、马牌村、歧新村、石建村、白龙村、安山村、五工村、集中村、曲水村和大星村。